# Jubilejnyj (obwód kurski)
Jubilejnyj (ros. Юбилейный) – osiedle typu wiejskiego w zachodniej Rosji, w sielsowiecie szczetinskim rejonu kurskiego w obwodzie kurskim.

## Geografia
Miejscowość położona jest 2 km od centrum administracyjnego sielsowietu (Szczetinka), przy północno-wschodniej granicy centrum administracyjnego rejonu (Kursk), 5 km od drogi federalnej R-298 (Kursk – Woroneż – R22 «Kaspij»; część europejskiej trasy E38).
W osiedlu znajdują się ulice: Awiacyonnaja, Cwietocznaja, Cwietocznaja 2-ja, Ilicza, Kurskaja, Mołodiożnaja, Mołodiożnaja 2-ja, Mołodiożnaja 3-ja i Rossijskaja (525 posesji).
Klimat
Miejscowość, jak i cały rejon, znajduje się w strefie klimatu kontynentalnego z łagodnym ciepłym latem i równomiernie rozłożonymi opadami rocznymi (Dfb w klasyfikacji klimatów Köppena).
|                            | Sty  | Lut  | Mar  | Kwi  | Maj  | Cze  | Lip  | Sie  | Wrz | Paź  | Lis  | Gru  |
| -------------------------- | ---- | ---- | ---- | ---- | ---- | ---- | ---- | ---- | --- | ---- | ---- | ---- |
| Najwyższe temperatury (°C) | -4,3 | -3,4 | 2,5  | 12,9 | 19,3 | 22,6 | 25,3 | 24,6 | 18  | 10,4 | 3,2  | -1,4 |
| Najniższe temperatury (°C) | -8,9 | -8,9 | -5,1 | 2,5  | 8,9  | 12,9 | 15,8 | 14,8 | 9,6 | 3,8  | -1,4 | -5,5 |
| Opady (mm)                 | 51   | 44   | 47   | 50   | 60   | 68   | 70   | 55   | 59  | 59   | 46   | 48   |
| Ilość dni z opadami        | 8    | 8    | 8    | 7    | 8    | 9    | 9    | 6    | 7   | 7    | 7    | 8    |

## Demografia
W 2010 r. osiedle zamieszkiwały 1702 osoby.